# District 10 School

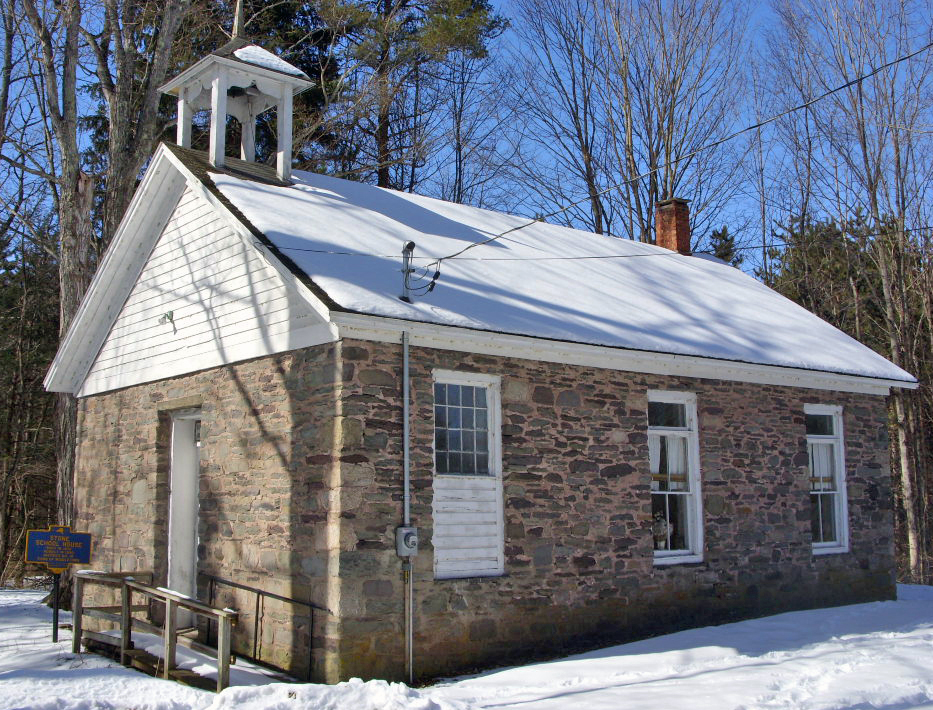
Ansicht von Südosten, 2009

Die District 10 School ist eine frühere Zwergschule direkt nördlich von New York State Route 28 und New York State Route 30 südlich von Margaretville, New York in den Vereinigten Staaten. Das steinerne Schulhaus wurde in der Mitte des 19. Jahrhunderts erbaut, abgerissen und wiederaufgebaut.
Das Gebäude ist das einzige stehengebliebene Bauwerk in dem großen Gebiet, das New York City beim Bau des Pepacton Reservoirs ganz in der Nähe enteignete. Heute dient das Gebäude als lokales historisches Museum. 1998 wurde es mit dem Toilettenhäuschen in das National Register of Historic Places eingetragen.

## Beschreibung
Die Schule mit der Außentoilette steht am Ende einer kleinen unbefestigten Straße, die von der State Route aus etwa drei Kilometer südlich von Margaretville nach Norden führt, gleich an der Nordseite des Wasserspeichers. Das Land in der Nachbarschaft des früheren Schulhauses ist bewaldet und nicht anderweitig bebaut. Der East Branch des Delaware River, der durch die Staumauer aufgestaut wird, liegt eine kurze Wegstrecke in nordwestlicher Richtung.
Das Hauptgebäude ist ein kleines, einstöckiges Bauwerk. Es ist etwa elf Meter lang und acht Meter breit. Die Wände und das Fundament sind aus Feldsteinen gemauert, das Satteldach ist mit geteerten Schindeln gedeckt. Am vorderen Ende des Dachfirstes sitzt ein kleiner Glockenturm und ein aus Backsteinen gemauerter Kamin befindet sich am hinteren Ende des Gebäudes. Die Giebeldreiecke sind mit querlaufenden Holzdielen verkleidet. Eine einfache Holztüre sitzt zentral an der südlichen Front des Gebäudes. An beiden Seiten des Gebäudes befinden sich jeweils drei Fenster, zwei Fenster liegen auf der Rückseite. Eine steinerne Stufe führt hinauf zur Tür. Sie wurde durch eine moderne Rollstuhlrampe aus Holz ergänzt. Auf der linken Seite der Türe ist in einer Höhe von etwa 1,75 m über dem Boden die Jahreszahl 1820 in einen Stein eingemeißelt.
Ein kleines Vestibül im Inneren öffnet sich zum eigentlichen Schulraum, dessen Fußboden und Wände bis in einer Höhe von rund 125 cm mit Holzplanken belegt sind. Die Wände darüber und in ähnlicher Weise auch die Decke bestehen aus Blech. Ein Heizofen steht am hinteren Ende des Raumes, in dem sich außerdem noch eine Schultafel und Schulbänke sowie andere schultypischen Gegenstände, einige davon sind ursprünglich.
Das Toilettenhaus befindet sich nordöstlich des Schulhauses. Es ist ein kleines Gebäude in Holzständerbauweise und misst 2 mal 3,2 m und hat einen steinernen Sockel. Die Wände sind mit Holzdielen verkleidet, das Dach ist ebenfalls aus Teerpappe. Im Innern befinden sich zwei Räume, einer für Jungen und einer für Mädchen.

## Geschichte
Der Ort Dunraven hatte bereits 1765 seine eigene Schule. Damals wurde eine Schule aus Holz errichtet. Diese brannte irgendwann nach der Errichtung, jedoch vor 1820 ab. In dem Jahr übereignete ein ortsansässiges Ehepaar die kleine Parzelle, auf der heute das Gebäude steht, an den Schulbezirk, womit die Bedingung verknüpft war, dass das Grundstück nur zu Zwecken der Bildung oder der Religionsausübung genutzt werden darf. Diese Bedingung erstreckte sich auch auf jeden nachfolgenden Eigentümer. Die Bewohner des Ortes erbauten eine Schule aus Feldsteinen, einem ungewöhnlichen Material für ein Schulhaus in Upstate New York, doch im Hinblick auf den Überfluss des Materials in Dunraven ist dies nachvollziehbar. Das Aussehen dieses Bauwerks ist nicht überliefert, wahrscheinlich war es dem heutigen Gebäude recht ähnlich. Das ursprüngliche Toilettenhäuschen, dessen genaues Baudatum nicht bekannt ist, hatte keine nach Geschlechtern getrennte Toiletten.
Bis zum Jahr 1857 war die Schule verfallen und wurde abgebrochen. Die Steine wurden beiseitegelegt und 1860 beim Neubau wiederverwendet. Achtzig Jahre später wurden die kleinen Schulbezirke zusammengelegt und die Schule war ab 1940 Teil des Margaretville Central School District.
Nach dem Zweiten Weltkrieg machte sich New York City daran, das benötigte Land zum Bau des Pepacton Reservoir zu erwerben oder zu enteignen, und versuchte zunächst, die notarielle Beurkundung der Stiftung außer Kraft zu setzen, um das Schulhaus abreißen zu können. Diese Bemühungen waren nicht erfolgreich und der Versuch wurde aufgegeben. Danach versuchte der Schulbezirk, das Gebäude zu verkaufen, die Wähler entschieden sich jedoch dagegen. Der Schulbezirk übereignete das Schulhaus dann an die Town of Middletown zur Verwendung als historisches Museum. Es dient auch einigen anderen öffentlichen Zwecken.